# Walter Payer
Walter Payer  (Rosario) es un futbolista argentino. Juega de Defensa y su equipo actual es la Coquimbo Unido de la Segunda División de Chile.

## Clubes
| Club                 | País      | Año       |
| -------------------- | --------- | --------- |
| Newell's Old Boys    | Argentina | 2008-2010 |
| Coquimbo Unido       | Chile     | 2011      |
| Colón de San Lorenzo | Argentina | 2013-2014 |